# Баткенські події
Баткенські події - збройні зіткнення між бойовиками Ісламського руху Узбекистану (ІРУ) і збройними силами Киргизстану і Узбекистану у 1999 році. Були викликані спробами бойовиків ІРУ проникнути на територію Узбекистану з Таджикистану через територію Киргизстану.

## Хронологія подій
- 30 липня - Біля с. Зардали Баткенську р-ну було виявлено групу з близька двох десятків озброєних людей.
- 31 липня - Інформацію про це відправлено в Бішкек акимом Баткенську району Абдрахманом Маматалієвим. У наступні кілька днів бойовики закуповували ресурси у жителів Зардали. Аким, МВС і МНБ спробували встановити контакти з невідомими, але це було ускладнено багатьма факторами, в тому числі і рельєфом місцевості.
- 6 серпня - Абдрахман Маматалієв та 3 офіцери МНБ захоплені в полон бойовиками, що вимагали безперешкодного проходу в Узбекистан. Інформація про те, що відбувається надійшла та поширювалася ЗМІ.
- 7-12 серпня - Переговори про звільнення заручників, підготовка військової операції стосовно знищенню бойовиків.
- 12 серпня - Звільнено захопленого 6 серпня полковника МНБ Киргизстану Конурбаєва. Він переказав вимоги терористів владі республіки.
- 13 серпня - Результатом переговорів стало звільнення всіх заручників. За деякими даними, бандитам заплачено викуп у розмірі 50 тисяч доларів і надіслано велику кількість ресурсів.
- 15 серпня - Частина Су-24 військово-повітряних сил Узбекистану завдало авіаційних ударів по місцях розміщення бойовиків: сили містили 20 вертольотів Мі-24.
- 18 серпня - Два бойових вертольоти Збройних сил Киргизької Республіки завдали ракетно-вогневого удару по урочищу Жилуу-Суу по відступаючих бойовиках, які в результаті удару з повітря зазнали значних втрат.
- 21 серпня - Міністр оборони Мирзакан Субанов доповів прем'єр-міністру Амангельди Муралієву, що всіх бойовиків було знищено. Вранці 22-го серпня останні військові підрозділи Залишають Баткен і надходять до місць своєї постійної дислокації.
- 24 серпня - Видано наказ президента Киргизстану про звільнення Субанова Мирзакана Усуркановича з посади міністра оборони Киргизької Республіки яке було заміщено Чомоєвим Нурідіном Абдимажитовичем - керівником Головного штабу Збройних Сил та першого заступника міністра оборони Киргизької Республіки, тимчасового виконуючого обов'язків міністра оборони Киргизької Республіки. Керівництво по локалізації, роззброєнню та знищенню іноземного бандформування, що незаконно увійшли на територію республіки, покладено на Чотбаєва Абдигулу Абдрашітовіча - командувача національної гвардії Киргизької Республіки. Відновилися бойові дії проти збройної групи бойовиків, що проникла з боку Памірських гір (кількістю в 200 чоловік). У районі сіл Зардали і Жилуу-Суу було локалізовано близько 200 бойовиків. У районі містечка Кан знищено 10 терористів.
- 26 серпня - Загін бойовиків у кількості 200-250 чоловік продовжували утримувати села Жилуу-Суу і Зардали.
- 29 серпня - Міністром оборони Киргизької республіки призначений генерал-майор Єсен Топоєв.
- 1 вересня - Відбулася зустріч Прем'єр-міністра Росії Володимира Путіна з віце-прем'єром Киргизстану Борисом Силаєва, де було дано офіційну згоду Москви на надання республіці військово-технічної допомоги в ліквідації бандформувань.
- 3-7 вересня - Урядові війська Киргизстану завершили зачистку в гірських районах Чон-Алая. Бойовики вирушили в Джіргітальский район Республіки Таджикистану.
- 8-25 вересня - Під час бойових зіткнень, авіаударів і артобстрілів Баткенський район був повністю зачищений від бойовиків.
- 27 вересня - На території Бішкеку затримано 72 особи за підозрою в зв'язках з ісламськими терористами.